# Shingon

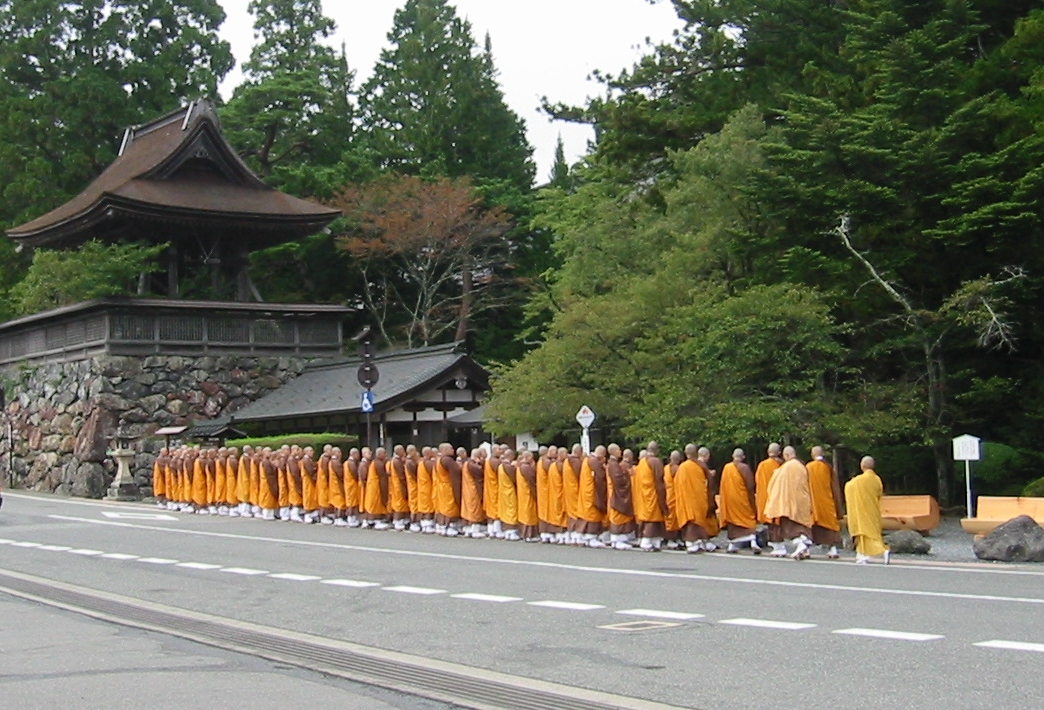
Mnisi szkoły Shingon przy świątyni na górze Kōya

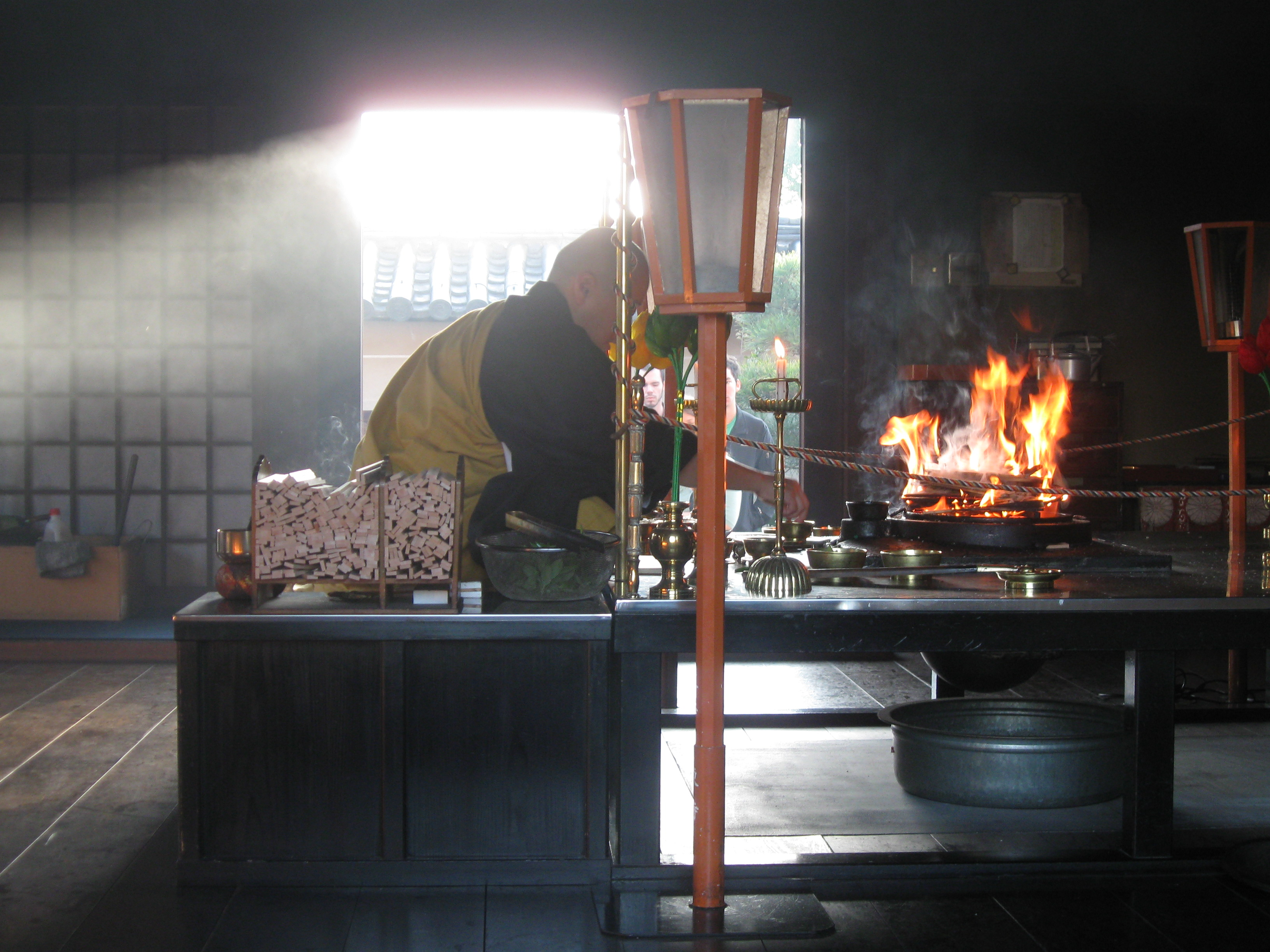
Ceremonia goma

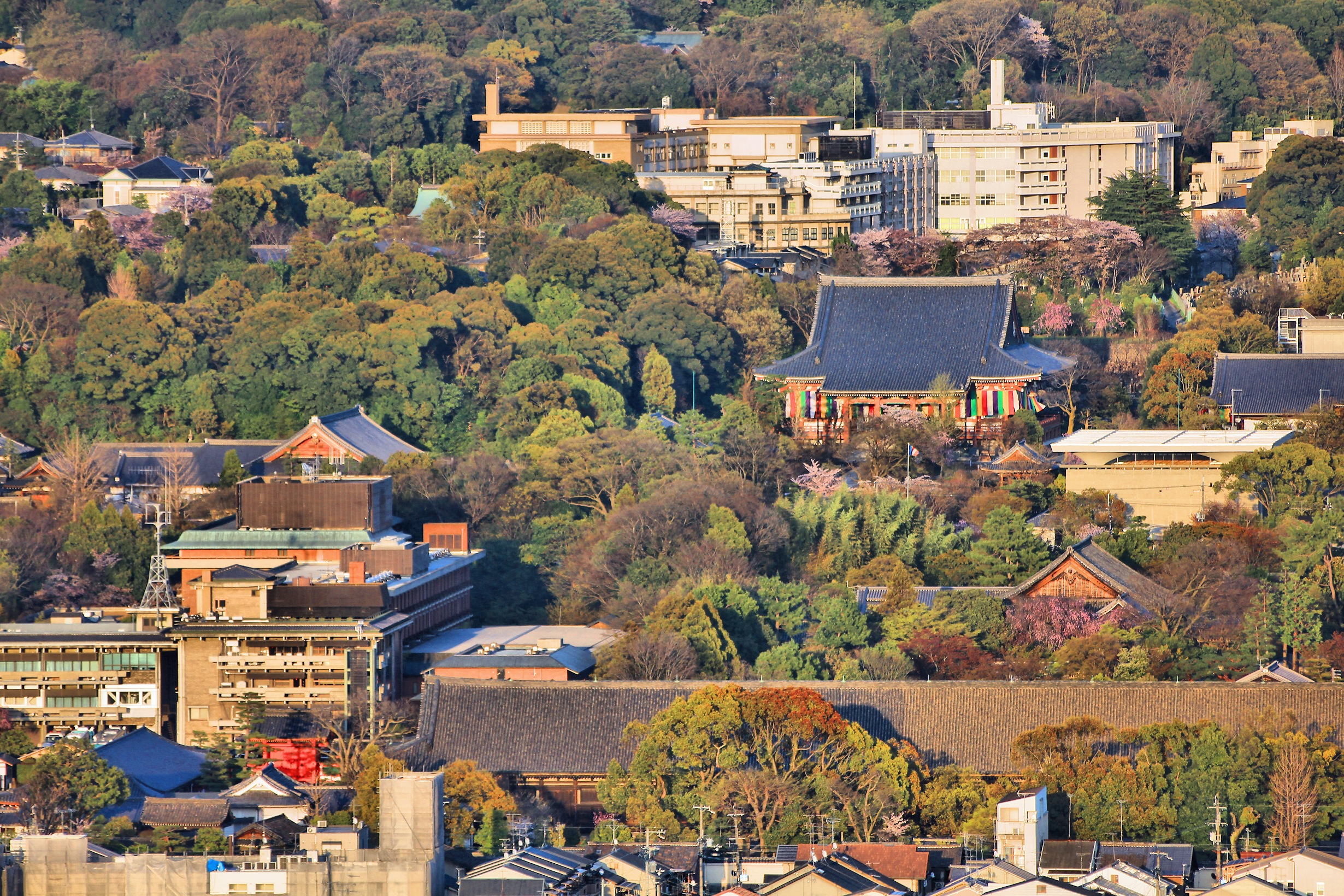
Świątynia Chishaku-in w Kioto, główna siedziba sekty Shingon-shū Chizan-ha

Shingon (jap. 真言; pol. "prawdziwe słowa") – japońska odmiana buddyzmu ezoterycznego tzn. wadżrajany (jap. 密教 mikkyō z j. chińskiego 密教 mìjiào – "tajemna nauka, nauki niejawne"). Sektę Shingon-shū (jap. 真言宗), odpowiednik chińskiej szkoły zhenyan zong, założył w 806 roku Kūkai.

## Etymologia
Nazwa shingon, to japoński odpowiednik chińskiego tłumaczenia słowa mantra (chiń. 真言 zhēnyán) oznaczającego dosłownie „prawdziwe słowa”. Słowo mantra stosowane jest w nazwie nurtu tzw. buddyzmu ezoterycznego jako mantrajany, która jest synonimem nazwy wadżrajany. Wadżrajana jest nurtem buddyzmu związanym z praktyką tantr, stąd stosuje się również nazwę tantrajana. Prekursor shingon – mnich Kūkai – wierzył, że prawda (siunjata) może zostać wyrażona w słowach, a sama mowa (za pomocą praktyki mantr) posiada moc sprawczą.

## Nauki shingon
Shingon zawiera nauki wadżrajany pochodzące od Buddy Siakjamuniego, a centralną postacią tantr shingon jest "Kosmiczny Budda" Wajroczana (jap. 大日如来 Dainichi Nyorai). Odróżnia to shingon od buddyzmu tybetańskiego, zgodnie z którym centralną postacią tantr wewnętrznych ningma jest "Pierwotny Budda" Samantabhadra, a tantr jogi najwyższej sarma jest "Pierwotny Budda" Wadżradhara lub "Pierwotny Budda" Kalaczakra. Tym niemniej nie przeczy to, że wszyscy ci buddowie odnoszą się do Dharmakai Buddy Siakjamuniego zgodnie z buddyzmem mahajany (więcej o tym w artykule Trzy ciała Buddy) oraz faktowi, że buddyzm tybetański zawiera też wcześniejsze przekazy tantr Krija, Carja i Yoga z Indii m.in. z „Kosmicznym Buddą” Wajroczaną, od których również wywodzi się shingon.
Shingon pochodzi ze środkowego okresu rozwoju buddyzmu tantrycznego w Indiach. Buddyzm ten rozprzestrzenił się z Indii na całą centralną Azję, Chiny i dotarł do Japonii. Nauki oparte są na tantrach Mahāvairocana Sūtra (jap. 大日経 Dainichi-kyō), Vajraśekhara Sūtra (jap. 金剛頂経 Kongōchō-kyō) oraz Śūraṅgama Sūtra (jap. 楞厳経 Ryōgen-kyō) zawierającej mantrę siurangama. Tantry owe zawierają dwie mandale: Kongōkai (jap. 金剛界; "Świata Wadżry") i  Taizōkai (jap. 胎蔵界; "Świata Łona"). Shingon obejmuje praktykę tantr w formach tantrycznych (po tybetańsku nazywa się je jidamami) takich jak Budda Siakjamuni (jap. 釈迦如来 Shaka Nyorai), Uzdrawiający Budda (jap. 薬師如来 Yakushi Nyorai) oraz Budda Nieograniczonego Światła (jap. 阿弥陀如来 Amida Nyorai). Celem praktyki shingon jest zrealizowanie Dharmakai poprzez praktykę mantr, mudr i wizualizacji (jidama) w jego mandali. Zrealizowanie owej Dharmakai czyli "pierwotnego buddy", czy też "kosmicznego buddy", prowadzi do oświecenia. Mantrajanę Shingon można otrzymać jedynie za pomocą inicjacji przez odpowiednio zrealizowanych mistrzów tantrycznych przekazów. Jedną z inicjacji jest ceremonia Kechien Kanjō (jap. 結縁灌頂), która odbywa się na górze Kōya. Praktyka w shingon opiera się w szczególności na praktyce form tantrycznych (jidamów) zwanych "Trzynastoma Buddami" (jap. 十三仏 Jūsanbutsu) (w nawiasach nazwy w sanskrycie i języku japońskim):
- Król Mądrości Acialanatha (sans. Acalanātha Vidyārāja, jap. 不動明王 Fudō Myōō),
- Bodhisattwa Akasiagarbha (sans. Ākāśagarbha, jap. 虚空蔵菩薩 Kōkūzō Bosatsu),
- Budda Akszobhja (sans. Akṣobhya, jap. 阿閦如来 Ashuku Nyorai),
- Budda Amitabha (sans. Amitābha, jap. 阿弥陀如来 Amida Nyorai),
- Bodhisattwa Awalokiteśwara (sans. Avalokiteśvara, jap. 観音菩薩 Kannon Bosatsu),
- Budda Bhajszadźjaguru (sans. Bhaiṣajyaguru, jap. 薬師瑠璃光如来 Yakushirurikō Nyorai),
- Bodhisattwa Ksztigarbha (sans. Kṣitigarbha, jap. 地蔵菩薩 Jizō Bosatsu),
- Bodhisattwa Mahasthamaprapta (sans. Mahāsthāmaprāpta, jap. 勢至菩薩 Seishi Bosatsu),
- Bodhisattwa Mańdziuśri (sans. Mañjuśrī, jap. 文殊菩薩 Monju Bosatsu),
- Bodhisattwa Majtreja (sans. Maitreya, jap. 弥勒菩薩 Miroku Bosatsu),
- Bodhisattwa Samantabhadra (sans. Samantabhadra, jap. 普賢菩薩 Fugen Bosatsu),
- Budda Siakjamuni (sans. Śākyamuni, jap. 釈迦如来 Shaka Nyorai).

Budda Wajroczana został przez Japończyków dość szybko zasymilowany i utożsamiony z boginią słońca – Amaterasu. Japońskie imię buddy Wajroczany – Dainichi – zapisywane jest znakami 大日 oznaczającymi „wielkie słońce”, „wielkie światło”. Cały panteon bóstw shintōistycznych kami wywodzących się od Amaterasu zaczął być stopniowo utożsamiany z emanacjami buddy Wajroczany. Kūkai przypisywał istotną rolę ciału i doznaniom zmysłowym na drodze przekształcenia w mądrość do osiągnięcia oświecenia, przez co istotną rolę również przypisywano sztuce. Poszczególne wyobrażenia Dainichi są często przedstawiane w postaci mandali (kosmologicznych diagramów) np. na malowanych zwojach. Siedziba sekty Shingon-shū mieści się obecnie w Kōya-san w prefekturze Wakayama.

## Porównanie buddyzmu shingon z wadżrajaną tybetańską
- brak praktyk i teorii tantr Jogi Najwyższej w shingon,
- z punktu widzenia wadżrajany tybetańskiej tantry shingon można porównać do tantr Krija, Carja i Yoga,
- powyższa tybetańska klasyfikacja nie jest używana w shingon, gdzie tantry dzieli się na 雜密 zōmitsu i 純密 junmitsu. Zōmitsu ma za swoje cele doczesne korzyści, takie jak bogactwo, zdrowie, harmonię z przyrodą, rozwój narodu, itd. Junmitsu pozwala na szczególną praktykę tantr mahajany,
- shingon uwarunkowany jest kulturą Dalekiego Wschodu, natomiast wadżrajana tybetańska kulturą indo-tybetańską,
- tantry tradycji shingon przeniesione były najpóźniej ze środkowego okresu rozwoju buddyzmu tantrycznego w Indiach, tymczasem tantry wadżrajany tybetańskiej pochodzą najpóźniej z ostatniego okresu, który dzielił się na przekazy wcześniejszych ningma oraz nowszych sarma tantr,
- pomimo wielowiekowej obecności shingon w Japonii nie było tam wiedzy o wadżrajanie tybetańskiej aż do XIX wieku, kiedy m.in. wydano „Tybetańską księgą zmarłych” w tłumaczeniu na język angielski dokonanym przez amerykańskiego antropologa, Waltera Evansa-Wentza.